# Harper's Magazine
Harper's Magazine (även kallad Harper's) är en amerikansk tidskrift som berör ämnen som litteratur, konst, politik, kultur och finans. Den startades i juni 1850 och utkommer en gång i månaden. Harper's Magazine är den näst äldsta amerikanska månadstidskriften, efter Scientific American.